# Catanha
Catanha, właśc. Henrique Guedes da Silva (ur. 6 marca 1972 w Recife), piłkarz i trener hiszpański pochodzenia brazylijskiego grający na pozycji napastnika.

## Kariera klubowa
Catanha karierę rozpoczynałw klubie São Cristóvão. Następnie grał w Centro Sportivo Alagoano pochodzącego z miasta Maceió. W klubie tym występował przez 3 lata i popisywał się wysoką skutecznością zdobywając w 1993 roku 9 goli, w 1994 – 12, a w 1995 – 11. Zimą 1996 Catanha trafił do Europy i wtedy to został zawodnikiem portugalskiego klubu CF Os Belenenses. Pomimo że grał tam tylko w rundzie wiosennej to został najskuteczniejszym zawodnikiem zespołu strzelając 12 bramek w 13 rozegranych meczach w lidze.
Latem 1996 rozpoczął się hiszpański etap w życiu Henrique. Najpierw przeszedł do UD Salamanca, w której co prawda nie miał miejsca w wyjściowej jedenastce, ale awansował z nią do Primera División. W sezonie 1997/1998 grał już w CD Leganés, w barwach którego strzelił 14 goli. Natomiast latem 1998 trafił przeszedł do Málaga CF, dla której zdobył aż 25 goli w lidze i walnie przyczyniając się do awansu drużyny do Primera División. W La Liga Catanha zadebiutował 22 sierpnia 1999 w wygranym 1:0 meczu z Espanyolem Barcelona zdobywając jedynego gola spotkania. Dla Málagi strzelił 24 gole ustępując w tabeli strzelców jedynie Salvie Ballescie z Racingu Santander, którego dorobek bramkowy to 27 bramek.
Latem 2000 skutecznym Catanhą zainteresowały się silniejsze kluby od Málagi i ostatecznie zawodnik trafił do Celty Vigo. W ataku pierwotnie grywał z rodakiem Edu, ale to Catanha został najskuteczniejszym piłkarzem Celty strzelając 15 goli i kwalifikując klub z Vigo do Pucharu UEFA (6. miejsce). W sezonie 2001/2002 to ponownie Catanha był najlepszym strzelcem swojego klubu, gdy strzelił 17 goli i poprowadził Celtę na 5. miejsce w tabeli. W kolejnym sezonie Catanha zatracił już skuteczność i strzelił zaledwie 4 gole i to nie on, a właśnie Edu został jedną z gwiazd zespołu, który zajmując 4. miejsce zakwalifikował się do eliminacji Ligi Mistrzów. Jesienią 2003 Catanha zdobył zaledwie jednego gola i zimą odszedł z zespołu.
W 2004 Henrique wyjechał do Rosji, gdzie właśnie trwało okno transferowe przed sezonem i podpisał kontrakt z Krylią Sowietow Samara. Przez cały sezon spisywał się jednak przeciętnie i nie potrafił wygrać rywalizacji w ataku z Andriejem Tichonowem oraz Robertasem Poškusem i strzelił ledwie 1 gola. W 2005 roku Catanha wrócił do Belenenses, ale po pół roku wrócił do Brazylii i w sezonie 2005 grał tam w zespołach Marília AC oraz Atlético Mineiro.
Na początku 2006 roku Catanha ponownie wyjechał do Hiszpanii, gdzie został graczem klubu CD Linares z Segunda División B. Po 2,5 roku odszedł do drużyny Unión Estepona, występującej w Tercera División. W 2009 roku awansował z nią do Segunda División B. W Uniónie spędził 2 lata. W 2010 roku wrócił do Brazylii, podpisując kontrakt z SC Cortinhians. Jeszcze w tym samym roku ponownie trafił do Centro Sportivo Alagoano z Série D.
| Sezon   | Klub                     | Kraj       | Rozgrywki           | Mecze | Bramki |
| ------- | ------------------------ | ---------- | ------------------- | ----- | ------ |
| 1991    | São Cristóvão            | Brazylia   | Campeonato Carioca  | ?     | ?      |
| 1992    | São Cristóvão            | Brazylia   | Campeonato Carioca  | ?     | ?      |
| 1993    | Centro Sportivo Alagoano | Brazylia   | Campeonato Alagoano | 20    | 9      |
| 1994    | Centro Sportivo Alagoano | Brazylia   | Campeonato Alagoano | 18    | 12     |
| 1995    | Centro Sportivo Alagoano | Brazylia   | Campeonato Alagoano | 15    | 11     |
| 1995/96 | CF Os Belenenses         | Portugalia | Superliga           | 13    | 12     |
| 1996/97 | UD Salamanca             | Hiszpania  | Segunda División    | 13    | 1      |
| 1997/98 | CD Leganés               | Hiszpania  | Segunda División    | 34    | 14     |
| 1998/99 | Málaga CF                | Hiszpania  | Segunda División    | 40    | 25     |
| 1999/00 | Málaga CF                | Hiszpania  | Primera División    | 33    | 24     |
| 2000/01 | Celta Vigo               | Hiszpania  | Primera División    | 36    | 15     |
| 2001/02 | Celta Vigo               | Hiszpania  | Primera División    | 38    | 17     |
| 2002/03 | Celta Vigo               | Hiszpania  | Primera División    | 31    | 4      |
| 2003/04 | Celta Vigo               | Hiszpania  | Primera División    | 10    | 1      |
| 2004    | Krylia Sowietow Samara   | Rosja      | Priemjer-Liga       | 11    | 1      |
| 2004/05 | CF Os Belenenses         | Portugalia | Superliga           | 8     | 0      |
| 2005    | Clube Atlético Mineiro   | Brazylia   | Série B             | 8     | 4      |
| 2005    | Clube Atlético Mineiro   | Brazylia   | Série A             | 17    | 5      |
| 2005/06 | CD Linares               | Hiszpania  | Segunda División B  | 16    | 4      |
| 2006/07 | CD Linares               | Hiszpania  | Segunda División B  | 26    | 12     |
| 2007/08 | CD Linares               | Hiszpania  | Segunda División B  | 27    | 10     |
| 2008/09 | Unión Estepona           | Hiszpania  | Tercera División    | 32    | 18     |
| 2009/10 | Unión Estepona           | Hiszpania  | Segunda División B  | 16    | 5      |
| 2010    | SC Cortinhians           | Brazylia   | Campeonato Alagoano | ?     | ?      |
| 2010    | Centro Sportivo Alagoano | Brazylia   | Série D             | ?     | ?      |
| 2011    | Centro Sportivo Alagoano | Brazylia   | Série D             | ?     | ?      |

## Kariera reprezentacyjna
Podczas gry Catanhi w Celcie i Máladze władze Hiszpańskiego Związku Piłki Nożnej zadecydowały o naturalizowaniu zawodnika i uprawnieniu go do gry w reprezentacji Hiszpanii, a on sam nie miał szans na grę w kadrze Brazylii. W reprezentacji zadebiutował 7 października 2000, a Hiszpania pokonała 2:0 Izrael. Tym samym Catanha stał się drugim w historii po Vicente Engondze czarnoskórym piłkarzem w hiszpańskiej drużynie. Kariera w kadrze nie trwała długo i zawodnik rozegrał zaledwie 3 mecze, w czasie gdy selekcjonerem był José Antonio Camacho.